# Bertram Schäfer
Bertram Schäfer (* 18. März 1946 in Bitburg) ist ein deutscher Sportfunktionär. Er ist Vizepräsident der Deutschen Formel-3-Vereinigung und ein ehemaliger deutscher Motorsportteam-Inhaber und Autorennfahrer.

## Karriere
| Jahr | Meister vom BSR-Team in der Deutschen Formel 3 Meisterschaft |
| ---- | ------------------------------------------------------------ |
| 1980 | Frank Jelinski                                               |
| 1981 | Frank Jelinski                                               |
| 1986 | Kris Nissen                                                  |
| 1991 | Tom Kristensen                                               |
| 1997 | Nick Heidfeld                                                |
| 1999 | Christijan Albers                                            |
| 2001 | Toshihiro Kaneishi                                           |
| Jahr | Meister vom BSR-Team im Formel 3 B-Cup/Trophy                |
| 1993 | Patrick Bernhardt                                            |

Bertram Schäfer startete seine Rennfahrerkarriere im Formel-Sport. In der Formel 3 wurde er 1975 auf einem March 743 Toyota Vize-Meister in der deutschen Meisterschaft.
Ein Jahr später und 1978 konnte er seinen größten Rennfahrererfolg feiern und sich den deutschen Formel-3-Meistertitel mit einem Ralt RT1 BMW sichern.
Nach der Saison 1978 beendete er seine Rennfahrerlaufbahn und konzentrierte sich auf sein Team Bertram Schäfer Racing (BSR). Sein BSR-Team war sehr erfolgreich und konnte in der Zeit von 1980 bis 2001 insgesamt siebenmal den deutschen Formel-3-Meister stellen. 1993 gewann das Team mit Patrick Bernhardt den Formel-3-B-Cup. Zu seinen bekanntesten Formel-3-Piloten gehörten Frank Jelinski, Stefan Bellof, Kris Nissen, Tom Kristensen und Nick Heidfeld. Durch diese Erfolge genoss das BSR-Team internationale Anerkennung.
Heute ist er Vizepräsident der Deutschen Formel-3-Vereinigung und kümmert sich um das Fortbestehen des 2002 gegründeten Deutschen Formel-3-Cups.
Schäfer bestritt während seiner aktiven Rennfahrerzeit nur einen Einsatz mit einem geschlossenen Rennwagen beim Supersprint-Rennen am Nürburgring. Dort fuhr er 1977 in der 1. Division der Deutschen Rennsport-Meisterschaft (DRM) mit einem Porsche 934 auf einen neunten Platz.